# Oksaflozan
Oksaflozan (Confliktan) je antidepresiv i anksiolitik koji je uveden u prodaju 1982. za tretmant depresije, ali je u međuvremenu izašao iz upotrebe. On je prolek za N-dealkiloksaflozan, koji deluje kao neselektivni agonist serotoninskih receptora:  , i  (pKi = 7,5). Oksaflozan potencijalno ima i antiholinergičko dejstvo pri visokim dozama.

## Literatura
- Sittig, Marshall (1988). Pharmaceutical manufacturing encyclopedia. Park Ridge, N.J., U.S.A: Noyes Publications. стр. 1756. ISBN 978-0-8155-1144-1.
- Swiss Pharmaceutical Society (2000). Index Nominum 2000: International Drug Directory (Book with CD-ROM). Boca Raton: Medpharm Scientific Publishers. стр. 1932. ISBN 978-3-88763-075-1.
- Rascol A, Maurel H, David J, Layani M (1974). „[Preliminary clinical results of a new non tricyclic antidepressive drug: oxaflozane]”. Thérapie (на језику: French). 29 (1): 95—9. PMID 4603757.
- Hache J, Duchene-Marullaz P, Streichenberger G (1974). „[Pharmacological profile of a new non tricyclic antidepressant: oxaflozane (1,766 Cerm)]”. Thérapie (на језику: French). 29 (1): 81—93. PMID 4849381.
- Constantin M, Pognat JF (1979). „Comparative study of oxaflozane urinary metabolism in man, the dog and the rat. Identification of the principal metabolites”. Arzneimittel-Forschung. 29 (1): 109—14. PMID 582104.
- Bertolino A, palermo M, Porro V (1985). „Oxaflozane, a new nontricyclic antidepressant in the treatment of anxiety-depressions syndromes.”. Acta Ther (11): 209—218.
- Aguglia E (1986). „On the therapetic value of axaflozane: Its application in the treatment of emotional disturbances of the anxious-depressive type accompanied by somatic manifestations.”. Acta Ther (12): 259—267.

## Spoljašnje veze
- Oxaflozane: The Merck Index[мртва веза]
- Oxaflozane: Martindale: The Complete Drug Reference